# Patripasszionizmus
A patripasszionizmus a kereszténységben az a nézet, miszerint Jézus szenvedéseinek az Atya volt az alanya.
A korai kereszténységben a keleti egyház szabellianizmusának vagy a modalizmus egy változata volt.

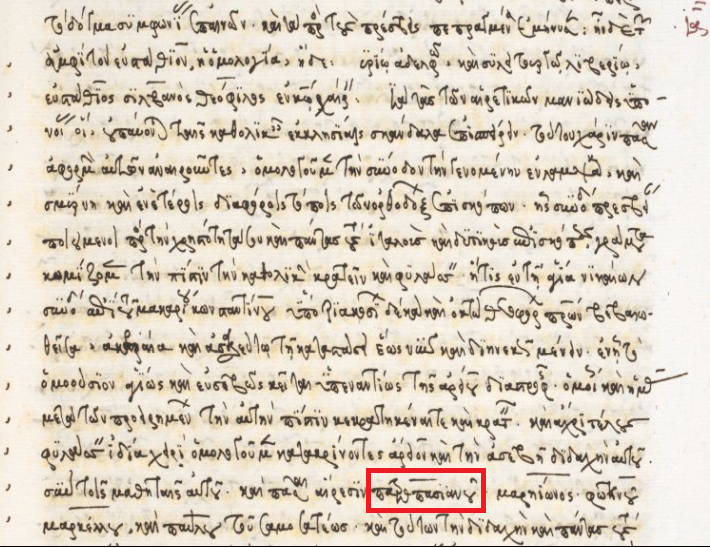
Szozomenosz Egyháztörténete, amelyben patripasszionitákat említ más eretnekek között. Görög nyelvű kézirat.

## Etimológia
Összetett szó a latin patri (= Atya) és passio (= szenvedés) szavakból.

## Történet
A patripasszionizmus nézete már a 2. században megjelent; olyan teológusoknál, mint például Praxeas.
Tertullianus a „patripassiani”t először a vele folytatott vitájában használta, az ellene írt latin nyelvű, „Adversus Praxean” című értekezésében.
Szabelliusz 3. századi teológus volt, aki valószínűleg Rómában tanított, továbbfejlesztette az egy Istenről szóló doktrínát és ellenezte a Szentháromság keleti ortodox tanát. Tanítása szerint Isten egyetlen személy, aki három különböző tevékenységben nyilvánul meg.
Mivel írásait megsemmisítették, nehéz megtudni, hogy hitt-e a patripasszionizmusban.